# Авиационные происшествия 2009 года
В данном списке перечислены происшествия в гражданской и военной авиации, произошедшие в 2009 году и повлёкшие за собой потерю летательного аппарата и/или человеческие жертвы. В список не входят потери, произошедшие в зонах активных военных конфликтов.
В графе «Жертвы» через косую черту указаны число погибших + число погибших на земле/число выживших (например, 5+1/1 — 5+1 погибших, 1 выживший). Все происшествия представлены в хронологическом порядке, могут быть отсортированы по типу летательного аппарата и по эксплуатанту.
Список составлен на основе открытых источников, является неполным и может содержать неточности.

## Гражданская авиация

### Самолёты
| Дата       | Тип ЛА                        | Эксплуатант        | Номер    | Место                                     | Жертвы | Примечания |
| ---------- | ----------------------------- | ------------------ | -------- | ----------------------------------------- | ------ | --- |
| 15 января  | A320-214                      | US Airways         | N106US   | р. Гудзон, Нью-Йорк, США                  | 0/155  | Остановка двигателей из-за столкновения с птицами. Успешная вынужденная посадка на воду. См. отдельную статью. |
| 7 февраля  | Embraer EMB-110P1 Bandeirante | Manaus Aerotáxi    | PT-SEA   | 80 км от Манауса, Бразилия                | 24/4   | Упал в реку, предположительно, из-за перегруза.                                                                |
| 12 февраля | DHC-8-402 Q400                | Colgan Air         | N200WQ   | Clarence Center, Нью-Йорк, США            | 49+1/0 | Неадекватная реакция пилота на систему предупреждения сваливания на посадке. См. отдельную статью.             |
| 25 февраля | Boeing 737-8F2                | Turkish Airlines   | TC-JGE   | аэропорт Схипхол, Амстердам, Нидерланды   | 9/126  | Сбой радиовысотомера. См. отдельную статью.                                                                    |
| 1 июня     | A330-203                      | Air France         | F-GZCP   | Атлантический океан                       | 228/0  | Падение с эшелона. Точная причина неизвестна. См. отдельную статью.                                            |
| 30 июня    | A310-324                      | Yemenia            | 7O-ADJ   | район Коморских Островов, Индийский океан | 152/1  | Падение при посадке. Точная причина неизвестна. См. отдельную статью.                                          |
| 15 июля    | Ту-154М                       | Caspian Airlines   | EP-CPG   | Джаннатабад, Казвин, Иран                 | 168/0  | Остановка двигателя на эшелоне. См. отдельную статью.                                                          |
| 24 июля    | Ил-62М                        | Aria Air           | UP-I6208 | Мешхед, Хорасан-Резави, Иран              | 16/137 | Самолёт сел посередине ВПП при боковом ветре, выкатился и врезался в бетонную стену. См. отдельную статью.     |
|            |                               |                    |          |                                           |        | |
| 13 декабря | СМ-92 Финист                  | Челавиа            | RA-0257G | Челябинская область, Россия               | 8/0    | Разбился вскоре после взлёта.                                                                                  |
| 25 декабря | A330-323X                     | Northwest Airlines | N820NW   | Romulus, Мичиган, США                     | 0/289  | Попытка взрыва самолёта. См. отдельную статью.                                                                 |

### Вертолёты
| Дата     | Тип ЛА    | Эксплуатант  | Номер    | Место                                        | Жертвы | Примечания                                                                                             |
| -------- | --------- | ------------ | -------- | -------------------------------------------- | ------ | --- |
| 8 января | Alouette  | Аэромастер   | ГЛ-0389  | Макеевка, Донецкая обл., Украина             | 1/1    | Полёт, не согласованный с руководителем полетов КП «Международный аэропорт Донецк».                    |
| 9 января | Ми-171    | Газпромавиа  | RA-22463 | Кош-Агачский район, Республика Алтай, Россия | 7/4    | Ошибка пилотирования. См. отдельную статью.                                                            |
| 10 мая   | Bell 407  | Частное лицо | RA-01895 | Иркутская обл., Россия                       | 4/0    | Профессиональная неподготовленность КВС к полёту на данном типе вертолёта ночью. См. отдельную статью. |
| 14 июля  | Ми-26Т    | Pecotox Air  | ER-MCV   | Гельменд, Афганистан                         | 2+6/0  | Подбит. Упал на жилой дом.                                                                             |
| 19 июля  | Ми-8МТВ-1 | Вертикаль-Т  | RA-25831 | Кандагар, Афганистан                         | 16/5   | Разбился сразу после взлёта.                                                                           |
| 22 июля  | Ми-8АМТ   | Газпромавиа  | RA-22968 | Котовский район, Волгоградская обл., Россия  | 2/2    | Разрушение лопасти рулевого винта.                                                                     |

## Государственная авиация

### Самолёты
| Дата      | Тип ЛА                      | Эксплуатант           | Номер      | Место              | Жертвы  | Примечания                                                       |
| --------- | --------------------------- | --------------------- | ---------- | ------------------ | ------- | ---------------------------------------------------------------- |
| 15 января | Ил-76МД                     | Авиация ВВ МВД России | RA-76825   | Махачкала, Россия  | 4/2     | Столкновение с производящим посадку Ил-76. См. отдельную статью. |
| 15 января | Ил-76МД                     | Авиация ВВ МВД России | RA-76827   | Махачкала, Россия  | 0/31    | Столкновение с производящим посадку Ил-76. См. отдельную статью. |
| 6 апреля  | Fokker F-27 Friendship 400M | ВВС Индонезии         | A-2703     | Бандунг, Индонезия | 24/0    | При посадке столкнулся с ангаром.                                |
| 20 мая    | Lockheed C-130H             | ВВС Индонезии         | A-1325     | Галлак, Индонезия  | 97+2/15 | Врезался в дома при посадке. См. отдельную статью.               |
| 22 июня   | F-16C Block 40G             | ВВС США               | 89108      | Юта, США           | 1/0     | Потеря пространственной ориентировки ночью.                      |
| 6 ноября  | Ту-142МЗ                    | ВМФ России            | 55 красный | Татарский пролив   | 11/0    | См. отдельную статью.                                            |
| 23 ноября | Lockheed KC-130J Hercules   | ВВС Италии            | MM62176    | Кольтано, Италия   | 5/0     | Разбился сразу после взлёта.                                     |

### Вертолёты
| Дата       | Тип ЛА | Эксплуатант                 | Номер | Место                                                     | Жертвы | Примечания                                              |
| ---------- | ------ | --------------------------- | ----- | --------------------------------------------------------- | ------ | ------------------------------------------------------- |
| 3 февраля  | Ми-24П | ВВС России                  | 91    | аэродром Пугачев, Саратовская обл., Россия                | 3/0    | Заклинил редуктор несущего винта. См. отдельную статью. |
| 8 сентября | Ми-8   | Погранслужба КНБ Казахстана | н.д.  | Казыгуртский район, Южно-Казахстанская область, Казахстан | 10/3   | Разбился из-за плохих метеоусловий.                     |